# 草原

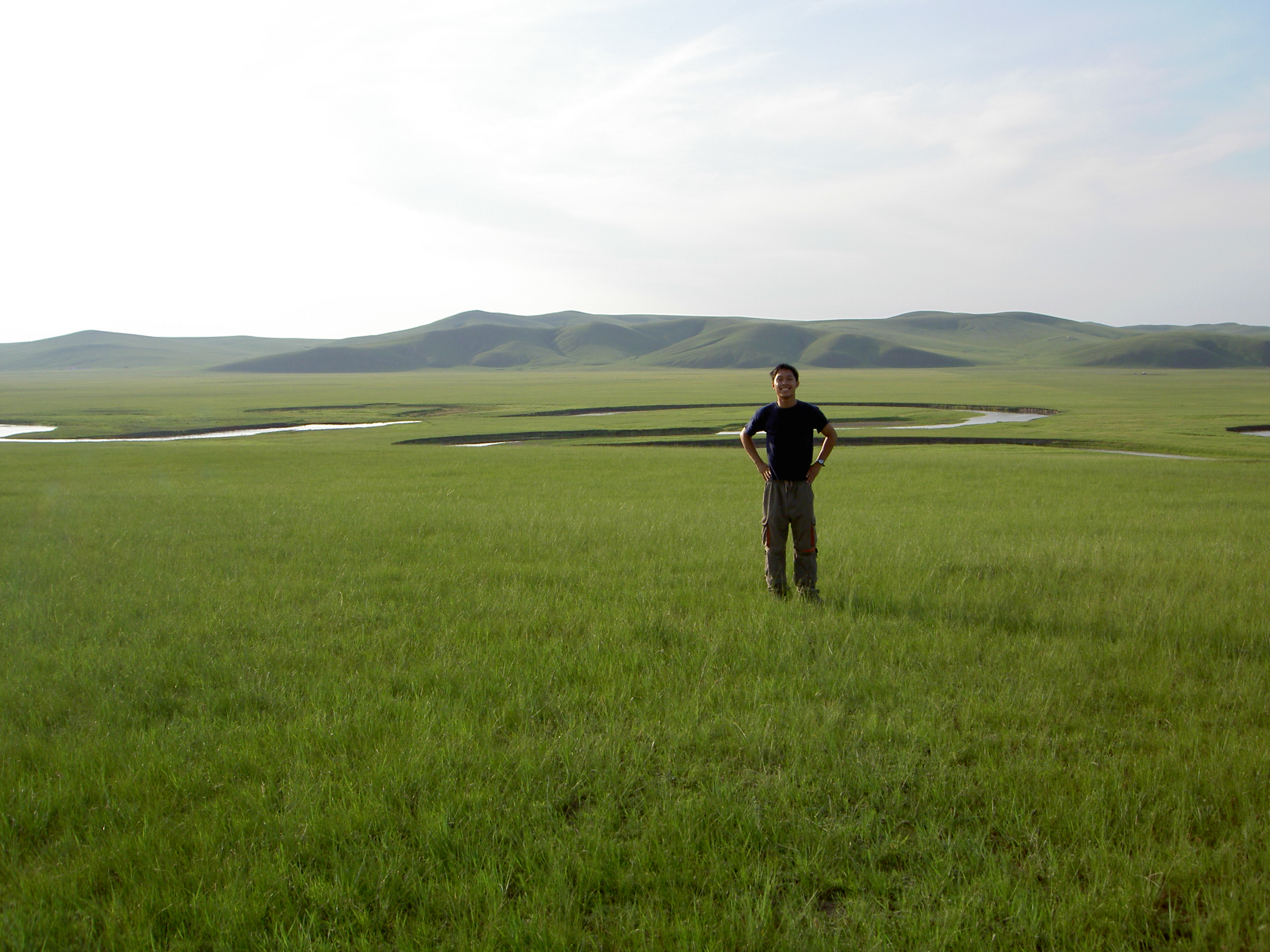
降水量が少ないことと気温の年較差が大きいために成立した草原の例
中華人民共和国の内陸に広がる内モンゴル自治区北部のハイラル付近。
ハイラルの降水は夏と秋に集中し、年平均降水量は400mmである。
気温の年較差が大きく-25度から20度まで変化する（年平均気温は-2度）。

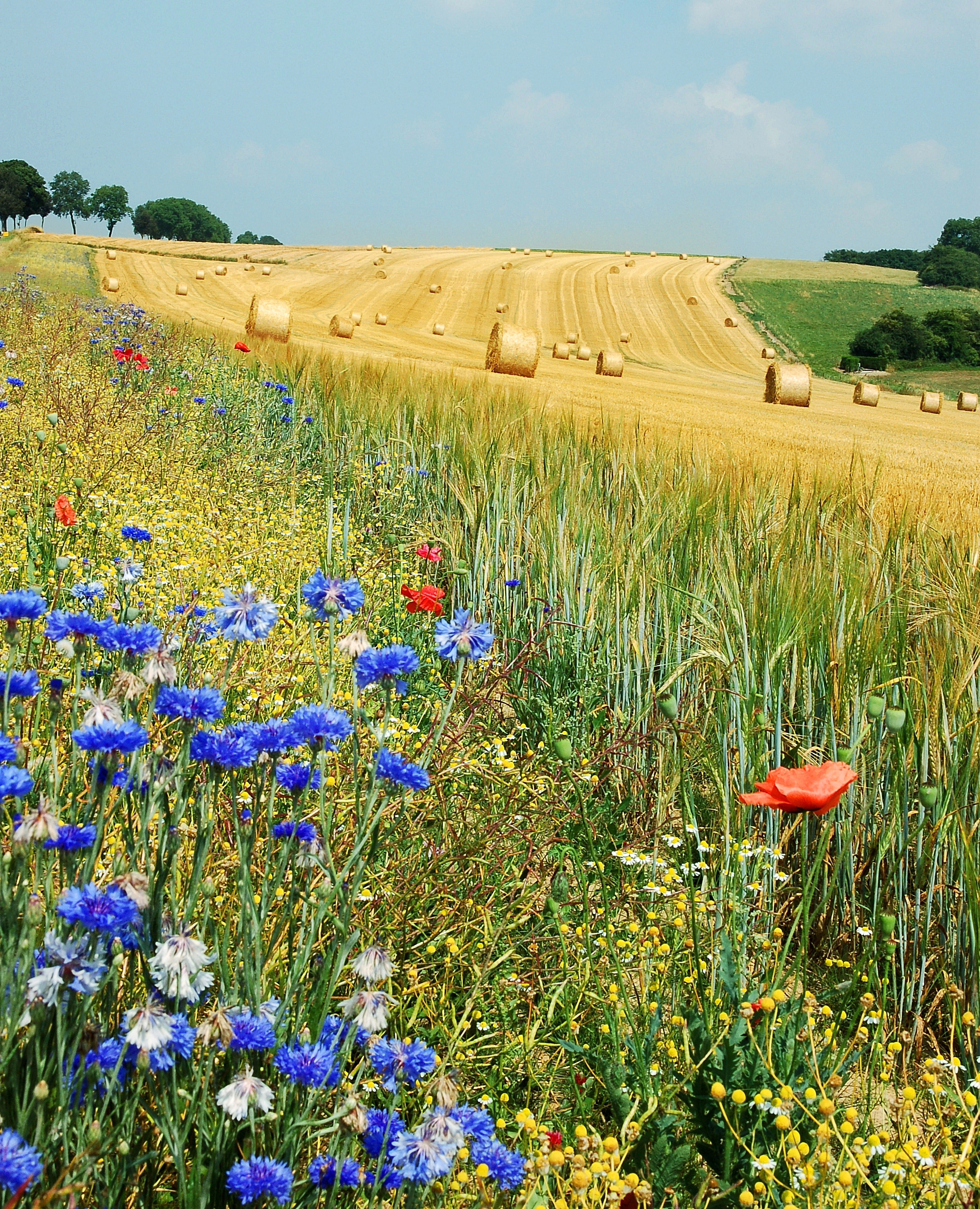
ベルギーの夏の牧草地。
青い花はヤグルマギク、赤い花はヒナゲシ（虞美人草）。

草原（そうげん、くさはら）は、草に覆われ、木がまったくない、又は、ほとんど存在しない大地である。

## 定義
草原は、草本、あるいは同程度の樹木がそれに混じった植生のことで、高い樹木がほとんどない状態のものを指す。背丈については必ずしも一定の基準があるわけではなく、芝生のようなものから、ススキ草原のように2mを越えるものもこれに含まれる。規模の小さいものを草地（くさち、そうち）というが、両者の厳密な区別はない。
なお、植物生態学的には、水草のはえている場所も草原として扱う。

## 成立条件
一般に、植物の生育に関して環境条件の良い所では、樹木が生育して森林が成立する。したがって、草原になっている場所というのは、何らかの点で森林が成立するには欠けた点がある場所、と言うことになる。自然条件下では代表的なのは以下のような場合である。
水条件降水量が少なく、樹木が生活できない場合、草原になる。ステップあるいはステップ気候。
気温低温が極端な場合、植物は地表からあまり離れられなくなるので、草原が成立する。ツンドラ・高山帯など。
風極端に強い風が吹き付ける場所では、植物は背が高くなれないので、草原になる。風衝地。
土壌特殊な土質の地域では、樹木の生長が悪くて草原になる例がある。カルストはその例。同様に湿地では土中の水分が多くて根が深くは入れないので、樹木は生長しにくく、草原となる。

## 遷移との関連
植物群落の遷移では、最初から樹木が現れることは少なく、まず一年生草本が、それから多年生草本が侵入する。したがって、遷移の初期段階にある場所は、草原である。そのような草原は、攪乱（かくらん）が生じない限り、次第に森林に移行するものと考えられる。
また、攪乱を受けたことによって草原化する場合もある。過度の樹木伐採や、牧畜によって草原が形成されるのがその例である。野生の草食動物によっても、同様の現象が起きる場合があるが、特殊な場合と考えた方が良い。

## 立地
草原になりがちな場所としては、以下のようなところがある。
- 極地と高山：いわゆる森林限界を超えた場所。
- 内陸の平原。

より局地的な条件としては、
- 海岸。岩礁であれ、砂浜であれ、海岸線付近には樹木は生育しにくい。
- 湿地、水辺
- 氾濫原。湿地である場合も多い。
- 鉱山跡。
- 火山周辺
- 人為的環境。野焼きの後など。[

## 環境として
上記のように、草原である場所は、植物にとっては、生育に必要ななんらかの条件に乏しい場所である。それは当然動物にも当てはまる訳であるが、しかし、生息する動物が少ない訳ではない。特に、温暖ではあるが乾季があるために森林が発達しないような場所では、雨季の生産量は森林に劣るものではないから、生息する動物は多い。

### 生態系
生態系として草原と森林を比べると、大きな差はいくつか挙げられる。
- 構造が単純であること
森林が高木層から低木・草本・コケ層といった複雑な層構造をもつのに対して、草原は普通は単一の層のみからなる。当然ながら構成する種は少ない。また、草原では地表面がほぼ唯一の基盤である。森林では、樹木の幹や枝が、複雑な形の基盤を形成するために、これを利用する動物や植物（着生植物やつる植物など）が数多い。
- 現存量がはるかに少ないこと。草原は森林に比べて、その現存量が圧倒的に少ない。この差は、主として森林では樹木の幹など、生産者の非生産部の蓄積が多いことに起因する。

### 動物の生息環境として
動物にとって、草原は森林とはまた異なった独特の場である。森林に見られる層構造や複雑な基盤がない場では、多くの動物は水平面に等しく並んで生活することが必要になる。空中を移動できる鳥から見れば、すべてが見渡せてしまう。猛禽にとっては狩りのしやすい場となろう。狩られる側からは、身を隠すのが難しい。有効な方法としては、穴を掘って身を隠すことが挙げられる。多くの小動物が巣穴を作る。中には多くの巣穴がつながった大規模なものを作るものもある。
より大きな動物では、穴を掘ることもかなわない。ただし、猛禽の攻撃対象ではないから、むしろ大型肉食獣との関係が問題になる。草食獣は、隠れるのは難しいので、むしろ、より早く敵の接近を感知し、より速く逃げる方向に進化する。つまり背が高くなり、高い位置から見渡せるようになるとか、高速で駆け回れるとか、跳躍力を身につけるといった方向である。また、群れを作るものが多い。集団でいた方が、警戒も交替で行えるし、攻撃を受けづらくなる。肉食獣は、草の間に身を伏せて接近するとか、集団で追い回すなどの戦術が必要になる。
また、見通しの聞かない森林においては、声による情報伝達が用いられることが多いのに対して、見通しのよく効く草原の動物では、視覚による情報伝達が利用されやすい。

## 人間との関係
人間の生活は、多くの場合、草原的な環境で行われている。森林の中ですべての生活を行っている民族も存在するが、多くの民族は、古くから草原に生活し、あるいは森林を切り開いて草原的な環境を作り、そこで生活を行った。農耕や牧畜といった人間の典型的な生産活動が、草原的な環境で行われるか、あるいは草原化を促すものであったのが、その主たる原因である。また、そもそも人類の進化は、類人猿的な祖先が草原で生活を始めたことに始まるとも言われている。直立姿勢も、視界を確保するという視点に立てば、草原の生活への適応と見ることが可能である（古人類学も参照）。
直接の因果関係を示すのは困難であるし、客観的な証拠を提示するのも難しいが、人間に多く見られる傾向として、草原に対しては安らぎや喜びの感情を抱きやすいようである。よく発達した森林は、むしろ恐れや畏敬の念に結び付く。それは、森林につきものの樹木の陰が暗闇への恐怖を引き出すのかもしれない。往々に高原の高級リゾートは、人為的な草原が多く作られる。もちろん、このことの主たる理由はそれを利用する立場になることの多い西欧の文化圏の指向であろうことは踏まえる必要はある。